# Arthur y los Minimoys (videojuego)
Arthur y los Minimoys, conocido en América y Reino Unido como Arthur & the Invisibles, es un videojuego de aventuras basado en la película homónima de Luc Besson de 2006, Arthur y los Minimoys. El juego ha sido desarrollado por Mistic Software en su versión de Game Boy Advance, por Neko Entertainment en su versión de Nintendo DS y por Étranges Libelulles en sus versiones de PlayStation 2, PlayStation Portable y PC. Llegó al mercado en el primer trimestre de 2007.

## Trama
El juego permite al jugador recrear las fantásticas aventuras del joven Arthur y sus dos amigos, Selenia y Betameche, en su misión de salvar el mundo de los Minimoys de la destrucción. El juego incorpora intacto el universo Minimoy de Besson y a sus pequeños habitantes (no más de dos milímetros de altura) con los ricos y extraordinaros efectos visuales de la película. 

## Modo de juego
El juego se divide en 13 capítulos o niveles, todos los cuales pueden elegirse en cualquier momento o bien empezar en modo historia y hacerlos en orden. Se pueden obtener diversos bonus realizando ciertas acciones y desbloqueando habilidades, que aparecerán en el menú de extras al finalizar el juego. 
El estilo de juego se centra alrededor del trabajo en equipo del trío, siendo necesario que los tres personajes (Arthur, Selenia y Betameche) colaboren continuamente y usen inteligentemente sus habilidades, ya que de otro modo no se puede avanzar. Un capítulo del juego suele subdivirse en exploración, encontrar piedras u otros objetos que permitan desbloquear una puerta, y en el combate, hacerse con una llave en posesión del enemigo para abrir una puerta. Arthur con su agilidad destaca en escalar y hacer movimientos acrobáticos, Selenia con su espada destaca principalmente en el combate, y Betameche destaca en los ataques a distancia. 
La versión de Nintendo DS se compone de minijuegos en los que otros usuarios pueden colaborar para avanzar.

## Recepción
La versión de Nintendo DS recibió un 6/10 de IGN mientras que la versión de PlayStation 2 recibió un 7,5. 